# Gladys Kalema-Zikusoka
Gladys Kalema-Zikusoka, née le 8 janvier 1970, est une vétérinaire et primatologue ougandaise. 

## Biographie
Elle est l'une des fondatrices de l'association Conservation Through Public Health (en) qui vise à protéger les gorilles, en particulier les gorilles des montagnes et la faune en Ouganda et en Afrique de l'est. Elle est appelée « la Dian Fossey africaine ». 
Elle est la première femme à avoir été au service de l'État en tant que vétérinaire spécialisée dans la faune du pays. En 1998, elle fait l'objet d'un documentaire intitulé Glady the african vet diffusé par la BBC. 
En 2005, elle démontre par ses recherches que des parasites intestinaux peuvent être transmis de l'Homme au gorille,.
Elle est membre de l'association Ashoka depuis 2006.

## Distinctions et récompenses
- En 2009 , elle remporte la médaille d'or du Prix Whitley considéré comme l'Oscar vert[8].
- En 2010, Elle est membre du jury du Prix Rolex à l'esprit d'entreprise[9].